# Tărian
Tărian (węg. Köröstarján) – wieś w Rumunii, w okręgu Bihor, w gminie Girișu de Criș. W 2011 roku liczyła 2106 mieszkańców.